# Valliguières
Valliguières település Franciaországban, Gard megyében. Lakosainak száma 652 fő (2022. január 1.). Valliguières Estézargues, La Capelle-et-Masmolène, Castillon-du-Gard, Pouzilhac, Rochefort-du-Gard, Saint-Hilaire-d’Ozilhan és Saint-Victor-la-Coste községekkel határos.

## Népesség
A település népessége az elmúlt években az alábbi módon változott:
| Lakosok száma | 180  | 276  | 313  | 448  | 555  | 571  | 584  | 591  | 611  | 652  |
|               | 1968 | 1982 | 1990 | 2006 | 2013 | 2015 | 2017 | 2019 | 2020 | 2022 |